# Tao (vũ khí)

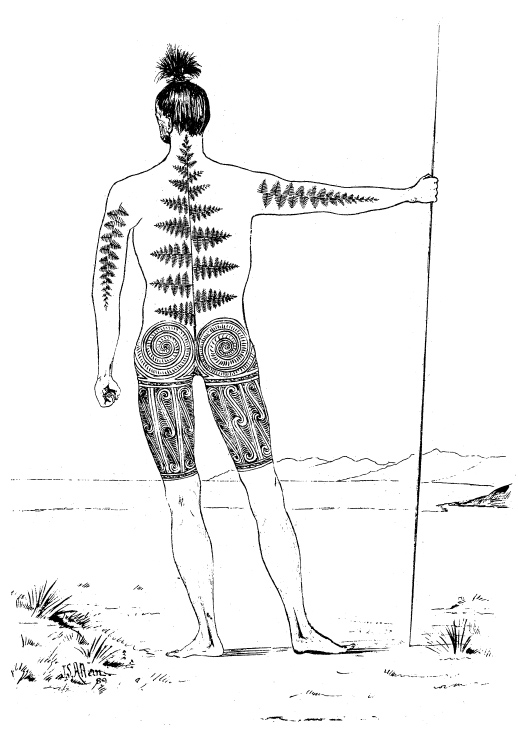
Chiến binh Maori với cây tao

Tao là một loại vũ khí cổ truyền thống của người thổ dân Māori, đó là một loại giáo bằng gỗ dài với kích thước dài khoảng 1,8-2,7m, đầu đâm nhỏ hơn so với thân giáo và trông giống như một cây lao. Người dân Maori sử dụng Tao từ lâu và đây chính là vũ khí thông dụng của các chiến binh Maori trong các cuộc chiến đấu. Đến thế kỷ thứ 17-18, sự giao thương với người châu Âu đã đưa đến việc sử dụng tương đối thông dụng loại súng hỏa mai (trong các cuộc chiến giữa các bộ lạc với nhau) và Tao mất dần vị thế của mình.
Tao còn là một từ trong ngôn ngữ Polynesia và còn có thể có một số ý nghĩa khác nhau. Từ này còn có một ý nghĩa trong ngôn ngữ Samoa, tao cũng có nghĩa là "nướng" hay "nướng trong lò" (lò nướng truyền thống làm bằng đá nóng trên mặt đất).